# Tatra T5B6
Die Tatra T5B6 ist ein Straßenbahntyp des tschechoslowakischen Herstellers ČKD Tatra, von dem nur zwei Exemplare produziert wurden. Einer der beiden Wagen steht noch heute als historischer Triebwagen für Sonderfahrten zur Verfügung.

## Geschichte
Nach den Vorstellungen der sowjetischen Betriebe wurden 1976 zwei Prototypen des T5B6 produziert. Sie wurden unter den Nummern 8009 und 8010 erst kurz in Prag und dann für ein Jahr auf der Schnellstraßenbahn Most–Litvínov erprobt. Bei der Erprobung in Most zeigten sich gute Fahreigenschaften. Es kam jedoch nicht zur Serienproduktion, da die Sowjetunion auf eine Preiserhöhung gegenüber den T3SU nicht eingehen wollte. 
Die Verkehrsbetriebe in Most kauften die zwei Triebwagen und gaben ihnen die Nummern 272 und 273. 1996 wurde der Triebwagen 273 im Rahmen des 95-jährigen Jubiläums der Straßenbahn in Most aufgearbeitet und steht heute für Sonderfahrten als historischer Triebwagen zur Verfügung.
Der T5B6 war mit einer Wagenkastenbreite von 2,60 m der breiteste von CKD Tatra gebaute klassische Straßenbahnwagen.